# Relações entre Índia e México
As relações Índia-México referem-se às relações internacionais existentes entre a República da Índia e os Estados Unidos Mexicanos. Ambas as nações são membros das principais economias do Grupo dos Vinte (G-20) e das Nações Unidas.

## História
Durante o colonialismo, tanto na Índia quanto no México, as relações e o comércio eram realizados pelos espanhóis que, por meio do galeão Manila-Acapulco, negociavam com comerciantes indianos e traziam seus produtos para a Nova Espanha (atual México). Nos anos 1500, algumas centenas de indianos foram tomados como escravos e transportados para o México. Nos anos 1600, uma índia mexicana conhecida como Catarina de San Juan foi sequestrada por piratas portugueses e levada para as Filipinas. De lá, ela foi levada para o México e vendida a um homem no estado mexicano de Puebla. A sua presença em Puebla inspirou a criação do vestido china poblana, a partir dos vestidos tradicionais que utilizou.
Em 1947, o México se tornou a primeira nação da América Latina a reconhecer a independência da Índia do Reino Unido. Em 1.º de agosto de 1950, as duas nações estabeleceram relações diplomáticas e, no ano seguinte, o México abriu uma embaixada em Deli. Para mostrar a importância das novas relações entre as duas nações, o primeiro embaixador mexicano na Índia foi o ex-presidente mexicano Emilio Portes Gil. Em 1962, o Prêmio Nobel Octavio Paz foi ultimoeado embaixador na Índia.
Em 1961, o primeiro-ministro Jawaharlal Nehru se tornou o primeiro chefe de governo indiano a visitar o México. Em 1962, o presidente mexicano Adolfo López Mateos fez uma visita oficial à Índia. Haveriam muito mais visitas de alto nível entre os líderes das duas nações.
Durante o Movimento de Libertação de Goa, quando as tensões indo-portuguesas dispararam, o México ofereceu ao governo indiano sua influência na América Latina para pressionar os portugueses a aliviar a tensão.
As duas nações trabalham juntas em várias organizações multilaterais. Em 2010, a Índia abriu um centro cultural na Cidade do México em resposta aos interesses gerais expressos no México pelas diferentes facetas da cultura indiana e do modo de vida.